# Hebius arquus
Hebius arquus — вид змій родини полозових (Colubridae). Ендемік Індонезії.

## Поширення і екологія
Hebius arquus відомі за типовим зразком, зібраним Францом Штейндахнером в Західному Калімантані у 1878 році.